# Herminia tarsiplumalis
Herminia tarsiplumalis är en fjärilsart som beskrevs av Jacob Hübner 1796. Herminia tarsiplumalis ingår i släktet Herminia och familjen nattflyn. Inga underarter finns listade i Catalogue of Life.